# 문수보살
문수보살(文殊菩薩, 산스크리트어: मञ्जुश्री Mañjuśrī, 만주슈리)은 관세음보살, 보현보살, 지장보살과 더불어 불교의 4대 보살로 불린다. 보통 사자를 타고, 칼을 쥐고 있는 모습이다. 지혜를 상징하여, 예불문에서는 큰 지혜의 문수보살이라는 뜻으로 "대지(大智) 문수보살"이라고 칭한다. 문수보살을 봉안한 전각을 보통 문수전이라고 한다.
한국의 대표적인 문수성지는 강원도 평창군 오대산 월정사이다. 산 전체가 문수성지인 곳은 남한에서 오대산이 유일하다. 또한 월정사의 말사인 상원사에는 조선 세조가 직접 보았다는 문수동자를 본뜬 상이 있다.

## 어원
범어 원어로는 Manjushri(만주슈리)라고 하는데, 이를 중국에서는 한자로 文殊師利(문수사리) 또는 文殊尸利(문수시리)라고 썼다. "만주"는 '달다［甘］, 묘하다, 훌륭하다'는 뜻이고, "슈리"는 '복덕(福德)이 많다, 길상(吉祥)하다'는 뜻으로, 두 단어를 합치면 훌륭한 복덕을 지녔다는 뜻이 된다.

### 만주의 어원이라는 설
청나라 태조 아이신기로오 누르하치가 산스크리트어(범어)인 '만주슈리'에서 이름을 따와서, 여진족 땅의 이름을 만주로 바꿨다는 설이 있다. 또다른 설로는 여진어(만주어)로 여진은 '주션'이라고 하는데, 중국말로는 '노예'라는 뜻이라서 바꿨다고 한다.

## 문수보살은 누구인가?
문수보살의 정체에 대해서는 여러 가지 설이 존재한다.

### 석가모니의 제자라는 설
문수보살은 석가모니가 열반에 들고 나서, 인도에 태어나 반야(般若)의 지혜를 선양했다고 한다. 『반야경』을 결집, 편찬했다고 한다. 이 덕분에 모든 부처의 스승이자 부모라고 표현되어왔다. 그래서 반야지혜의 상징이 되었다는 설이다.

### 과거불이라는 설
문수보살인 오랜 옛날에 이미 성불하여 용존상불(龍尊上佛), 대신불(大身佛), 신선불(神仙佛)이라는 이름으로 불렸다고 한다. 석가모니의 교화를 돕기 위해 일시적으로 몸을 바꾸어 보살이 되었다는 설이다. 미래에는 또 다시 부처가 되어, 보견여래(普見如來)라고 불린다고 한다.

### 환희장마니보적불이라는 설
유명한 불교경전인 『천수경』에는 참제업장십이존불(업장을 녹여주는 12명의 부처)이라는 내용이 있는데, 여기에 환희장마니보적불이 나온다. 이 환희장마니보적불이 문수보살이라는 설이다. 환희장마니보적불은 북방 상희세계(常喜世界)에 있고, 이 이름을 들으면 4가지 중한 죄인 '사중죄(四重罪)'가 소멸한다고 한다.

## 외모

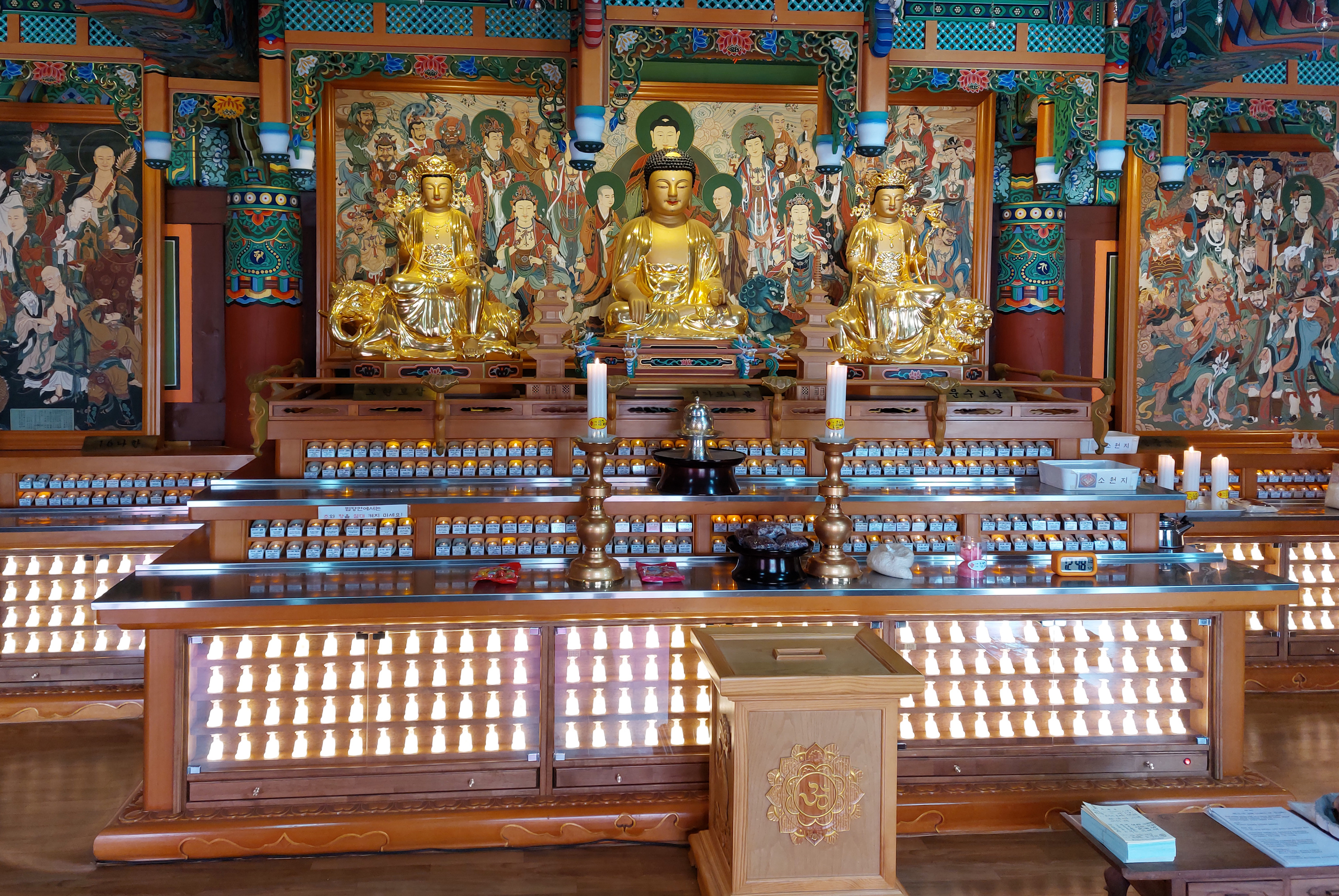
경상북도 경산시 팔공산 선본사 대웅전의 문수보살(오른쪽)

문수보살이 사자를 타고 있다는 최초의 기록은 『다라니집경』이다. "문수보살의 몸은 흰색이며 정수리 뒤에 빛이 있다. 칠보의 영락과 보관, 천의 등 갖가지로 장엄하고 사자에 올라타고 있다"고 기록되어 있다. 문수보살이 들고 있는 칼은 중생의 모든 장애와 번뇌를 잘라 없애버리는 지혜를 상징한다.
한국 사찰에서는 대웅전에서 석가모니불의 협시 보살로써, 보현보살 또는 관세음보살과 함께 봉안이 된다. 한국 사찰에서는 보통 다른 보살들처럼 평범한 모습을 하고 있으며, 혹은 사자를 타고 있는 모습을 보이기도 한다.
왼손에 청련화를 쥐고 있는데, 일체 여래의 지혜와 무상(無相)의 지덕(智德)을 맡아서 제법에 물들지 아니하여 마음이 머무르는 곳이 없다는 뜻이라고 한다. 머리에 상투를 맺고 있는 것은 지혜를 상징하며, 다섯 개의 상투는 대일여래의 오지(五智)를 표현한 것이라고 한다. 다섯 동자로 문수의 분신을 나타내는 경우도 있다고 한다.

## 한국의 문수신앙
경상도 청량산, 강원도 오대산, 울진의 문수산, 금강산 문수봉 등이 문수신앙과 관련이 있다. 불교의 우주관에 따르면 세상은 수미산 남쪽의 남섬부주며 오정산은 다섯 봉우리의 산으로 오대산과 같은 뜻으로 여겨 오대산 신앙을 낳았고, 고려 말 공민왕 때 신돈이 문수회를 만들어 문수법회를 여는 등 왕실의 후원을 입어 후대에까지 전승되었다.
문수보살은 보현보살과 함께 부처의 협시불로서 삼존불을 모신 법당에 흔한 보살이나 관음, 미륵, 지장신앙 만큼 독자적으로 민간에서 신앙되지는 못했다. 한국에는 신라 27대 선덕여왕때 중국을 통해 자장율사가 소개했다.
울산 문수사는 원성왕때 연회국사가 창건했는데, 길을 걷던 연희대사가 문수대성이 현신한 농부를 처음 만난 자리에 문수암을 짓고, 변재천녀가 현신한 처녀를 만난 곳에 보현암을 지었다고 한다.
또 다른 설은 선덕여왕때 자장이 창건했는데, 중국을 다녀온 자장율사가 울산을 지나던 중 문수산의 모습이 너무 깨끗하고 성스럽고 중국에 있던 청량산과 닮아서 청량산이라 이름하고 문수암을 세웠다고 한다. 울산 태화동에 자장율사가 태화사지를 만들고, 강 이름을 태화강이라 불렀으며, 또한 울산에는 문수보살이 현신한 승려를 묘사한 <헐수정과 무거동> 전설도 전해진다.
전라북도 고창 청량산 문수사도 자장율사가 선덕왕 13년에 창건했는데, 대웅전 뒤 문수전에 높이 2.25미터의 문수보살 석상이 있다.

## 문수보살 십대원(十大願)
문수보살의 10가지 대원은 다음과 같다.

1. 모든 중생이 부처님의 가르침을 성취하게 하고, 갖가지 방편으로 불도에 들게 할 것이다.

2. 나를 비방하고 미워하고 죽게 만드는 중생이라도 모두 보리심을 내게 할 것이다.

3. 나를 사랑하거나 미워하거나, 깨끗한 행동을 하거나 나쁜 행동을 하거나, 모두 보리심을 내게 할 것이다.

4. 나를 속이고 업신여기거나, 삼보(三寶)를 비방하는 교만한 중생들이라도 모두 보리심을 내게 할 것이다.

5. 나를 천대하고 방해하며 구하지 않는 중생들 조차도 모두 보리심을 내게 할 것이다.

6. 살생을 업으로 하는 중생이나 재물에 욕심이 많은 중생까지도 모두 보리심을 내게 할 것이다.

7. 모든 복덕을 부처님의 보리도에 회향하고 중생이 모두 복을 받게 할 것이며, 모든 수행자에게 보리심을 내게 할 것이다.

8. 불교(六途)의 중생과 함께 중생을 교화할 것이며, 그들이 모두 보리심을 내게 할 것이다.

9. 삼보를 비방하고 악업을 일삼는 중생들이라도, 모두 보리심을 내게하여 위없는 깨달음을 구하게 할 것이다.

10. 자비(慈悲)와 허공같이 넓게 무엇이든 내어 놓는 희사(喜捨)의 마음으로, 중생을 끊임없이 제도하여 보리를 깨닫고 정각을 이루게 할 것이다.

## 사진

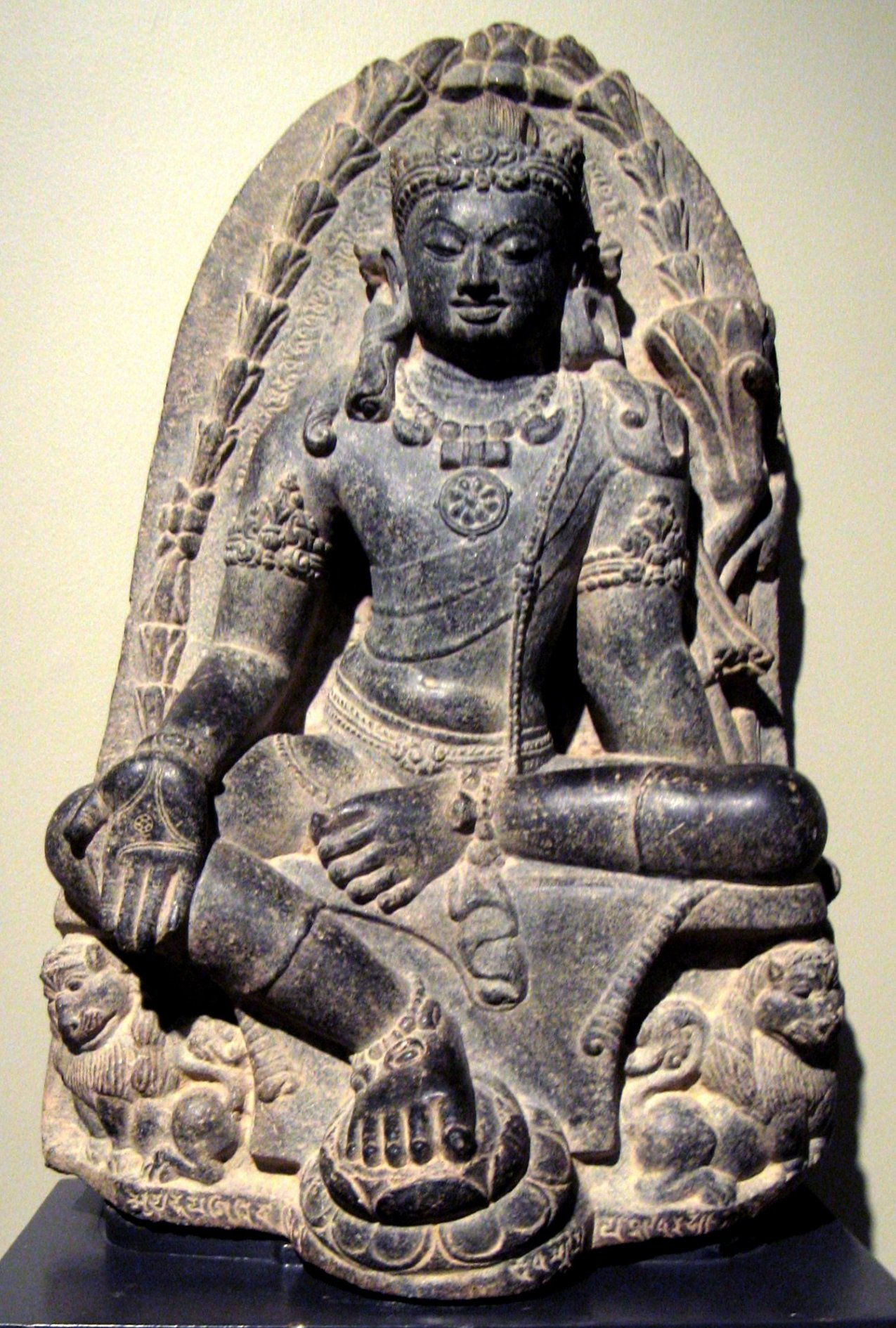
9세기 인도 팔라 제국의 문수보살상
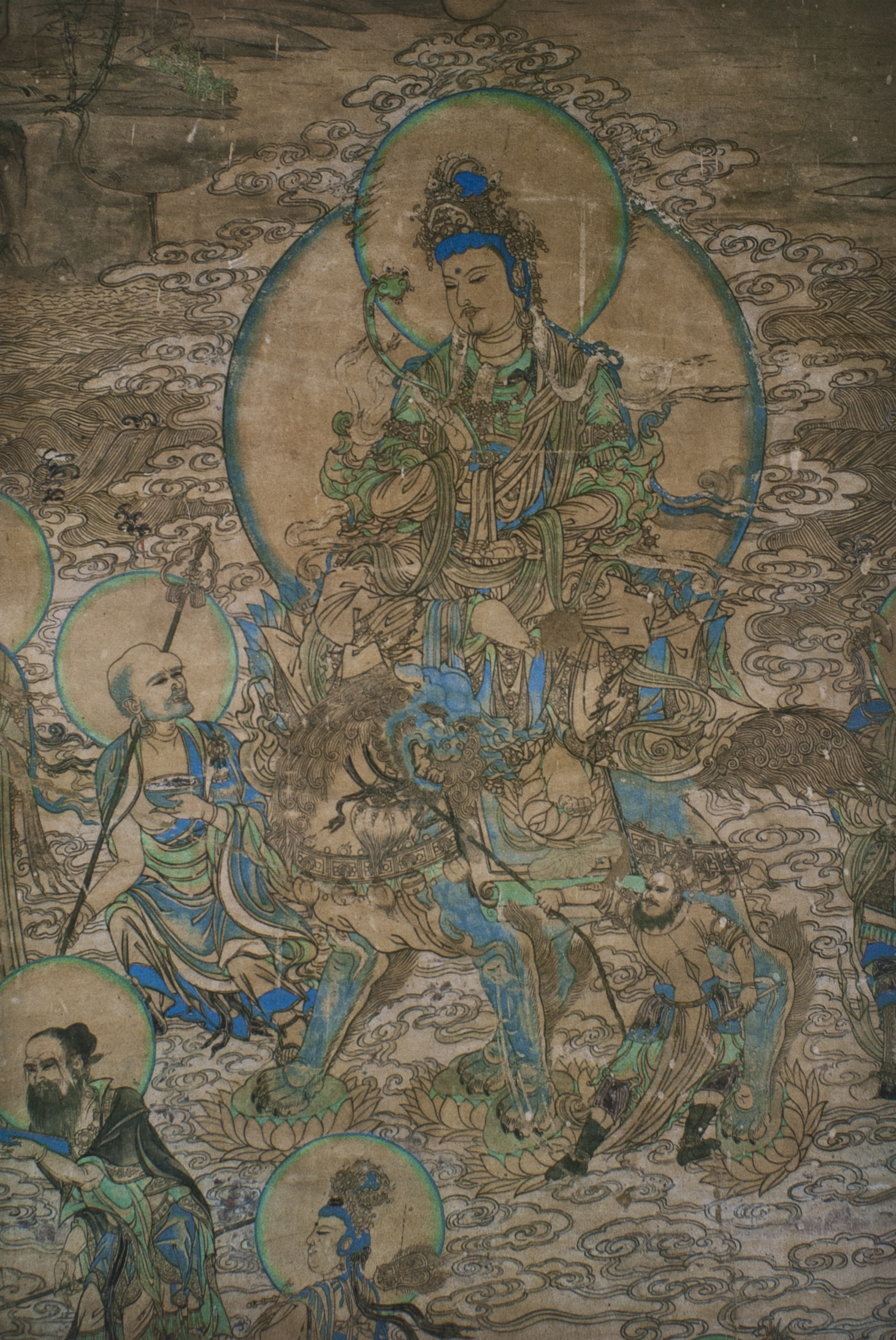
중국 감숙성 서안 유림굴(榆林窟)에 있는 문수보살의 벽화
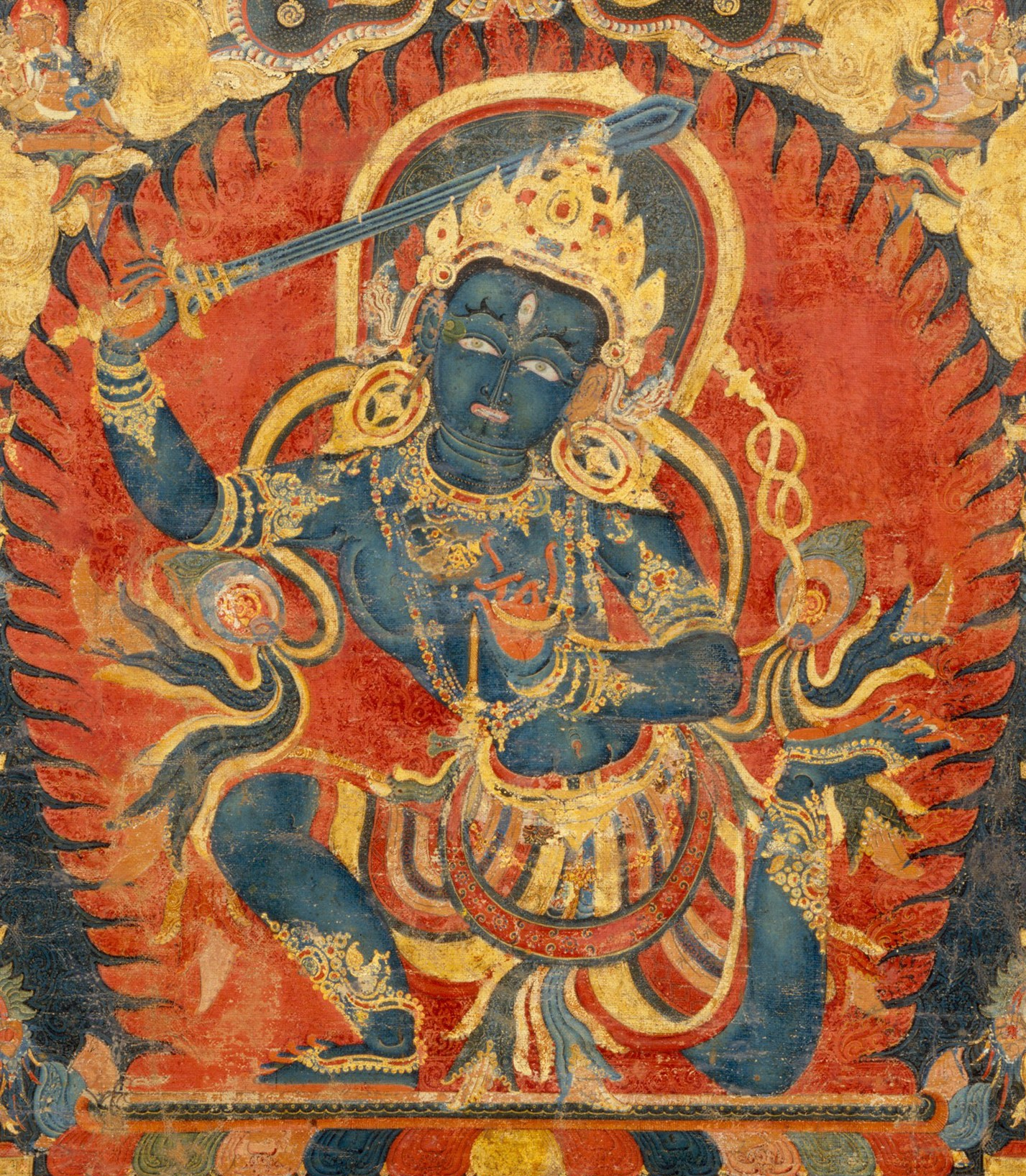
네팔 카트만두에 있는 초기 말라왕조 시대의 그림으로, 천에 수성도료와 금으로 그렸다. 불교신도의 수호신인 아칼라(Acala)인데, 이는 문수보살의 분노한 모습이다.
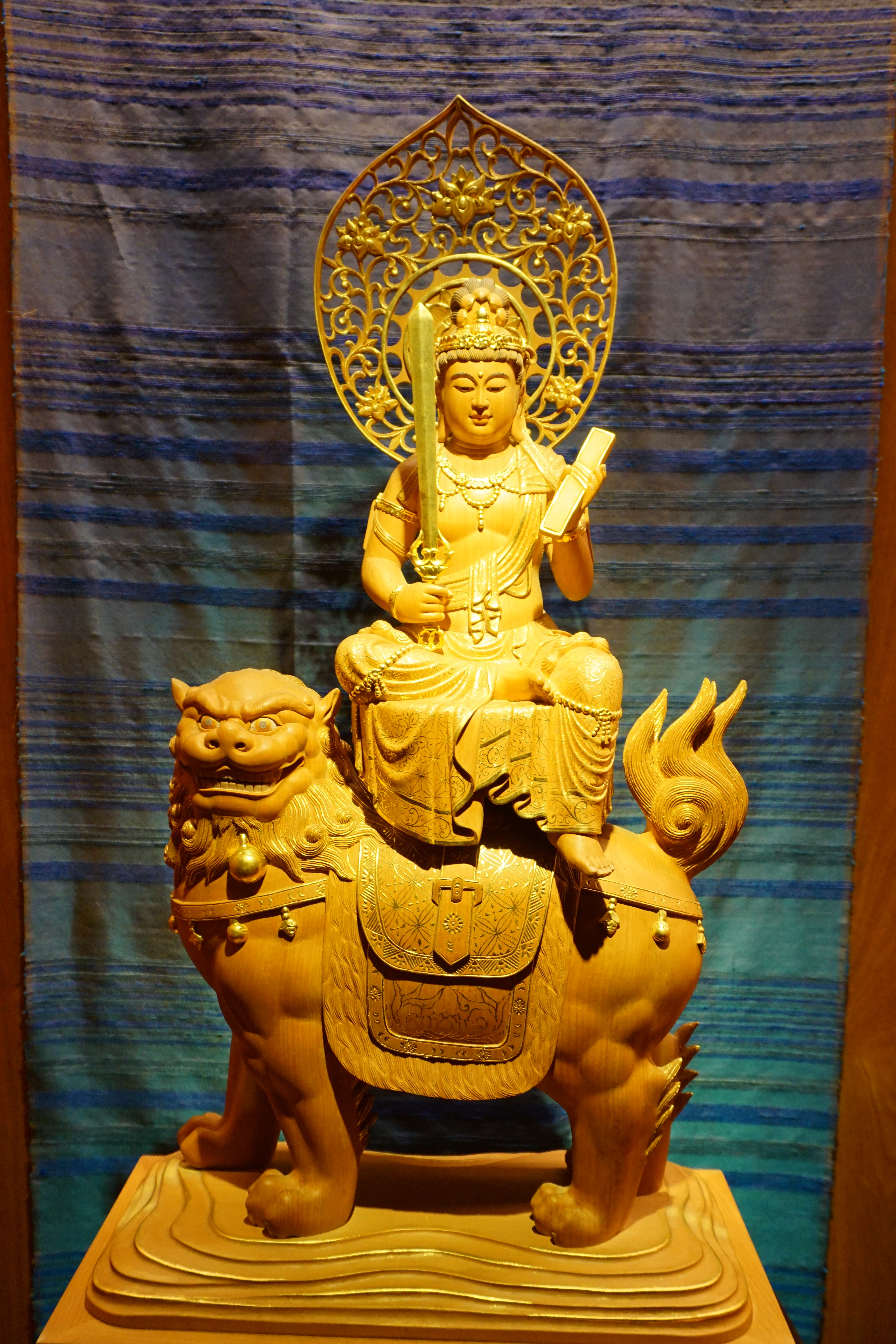
싱가포르 차이나타운에 있는 The Buddha Tooth Relic Temple and Museum(불아사(佛牙寺) 또는 불치사(佛齒寺))의 문수보살상.
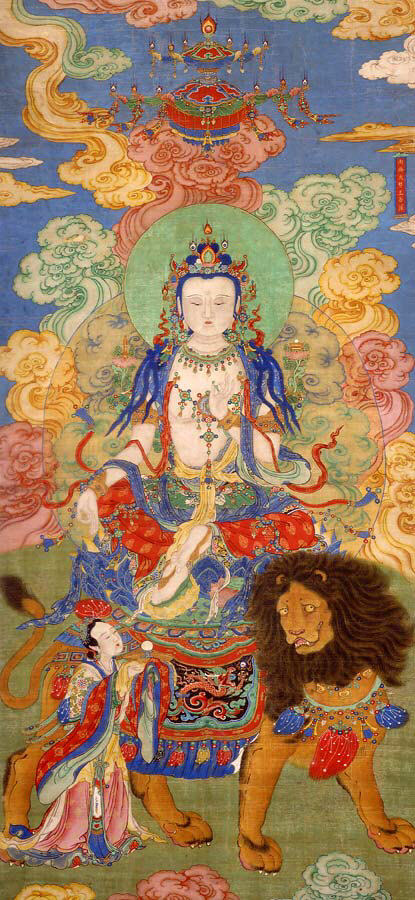
중국 청나라 시대의 그림으로, 작자 미상의 문수사자도(文殊騎獅圖). 비단으로 만든 족자로 미국 메트로폴리탄 미술관이 소장하고 있다. 17세기 말에서 18세기 초의 그림이다.

## 같이 보기
- 관세음보살
- 지장보살
- 보현보살